# 1921 no teatro

## Nascimentos
| Data            | Nome                    | Profissão                                                                             | Nacionalidade  | Observações | Ref |
| --------------- | ----------------------- | ------------------------------------------------------------------------------------- | -------------- | ----------- | --- |
| 16 de fevereiro | Vera-Ellen              | atriz                                                                                 | Estados Unidos | m. 1981     |     |
| 22 de fevereiro | Jean Duvignaud          | escritor, crítico de teatro, sociólogo, dramaturgo, ensaísta, cenógrafo e antropólogo | França         | m. 2007     |     |
| 7 de março      | Waldir de Luna Carneiro | jornalista , contista e dramaturgo                                                    | Brasil         |             |     |
| 3 de abril      | Maria Clara Machado     | teatróloga                                                                            | Brasil         | m. 2001     |     |
| 6 de abril      | Cacilda Becker          | atriz                                                                                 | Brasil         | m. 1969     |     |
| 12 de maio      | Ruth de Souza           | atriz                                                                                 | Brasil         | m. 2019     |     |
| 6 de julho      | Bill Shirley            | ator, cantor e produtor de teatro                                                     | Estados Unidos | m. 1989     |     |
| 21 de Julho     | Francis Blanche         | autor, actor e humorista                                                              | França         | m. 1974     |     |
| 24 de agosto    | Zygmunt Kęstowicz       | actor                                                                                 | Polónia        | m. 2007     |     |

## Mortes
| Data | Nome | Profissão | Nacionalidade | Observações | Ref |
| ---- | ---- | --------- | ------------- | ----------- | --- |